# Set Svanholm
Set Karl Viktor Svanholm (ur. 2 września 1904 w Västerås, zm. 4 października 1964 w Saltsjö-Duvnäs) – szwedzki śpiewak operowy, tenor.

## Życiorys
Początkowo był organistą kościelnym w Tillberga (1922–1924) i Saby (1924–1927), pracował też jako nauczyciel. W latach 1927–1929 odbył studia w konserwatorium w Sztokholmie, następnie 1929–1930 uczył się śpiewu u Johna Forsella. Był kantorem sztokholmskiego kościoła św. Jakuba. Jako śpiewak zadebiutował w 1930 roku w Operze Królewskiej w Sztokholmie barytonową rolą Silvia w Pajacach Ruggera Leoncavalla. W 1936 roku po raz pierwszy wystąpił jako tenor, w roli Radamesa w Aidzie Giuseppe Verdiego. W 1938 roku na festiwalu w Salzburgu kreował rolę Waltera w Śpiewakach norymberskich. W latach 1938–1942 i ponownie od 1945 roku występował w Operze Wiedeńskiej. W 1942 roku wystąpił w La Scali w Mediolanie oraz na festiwalu w Bayreuth w roli Zygfryda w Pierścieniu Nibelunga. W 1946 roku śpiewał w Rio de Janeiro. W latach 1946–1956 występował w Metropolitan Opera w Nowym Jorku, na przestrzeni dekady pojawiając się na scenie łącznie 107 razy w 17 różnych rolach. W latach 1948–1957 śpiewał także w Covent Garden Theatre w Londynie. Od 1956 do 1963 roku był dyrektorem Opery Królewskiej w Sztokholmie.

## Odznaczenia
- Medal Jubileuszowy Króla Gustawa V (90. urodziny)[4][5]
- Komandor I Klasy Orderu Gwiazdy Polarnej[4]
- Kawaler Orderu Gwiazdy Polarnej[5]
- Kawaler Orderu Wazów[4][5]
- Złoty Medal Litteris et Artibus[4]
- Oficer Orderu Węgierskiego Świętej Korony[5]